# Цільовий ринок

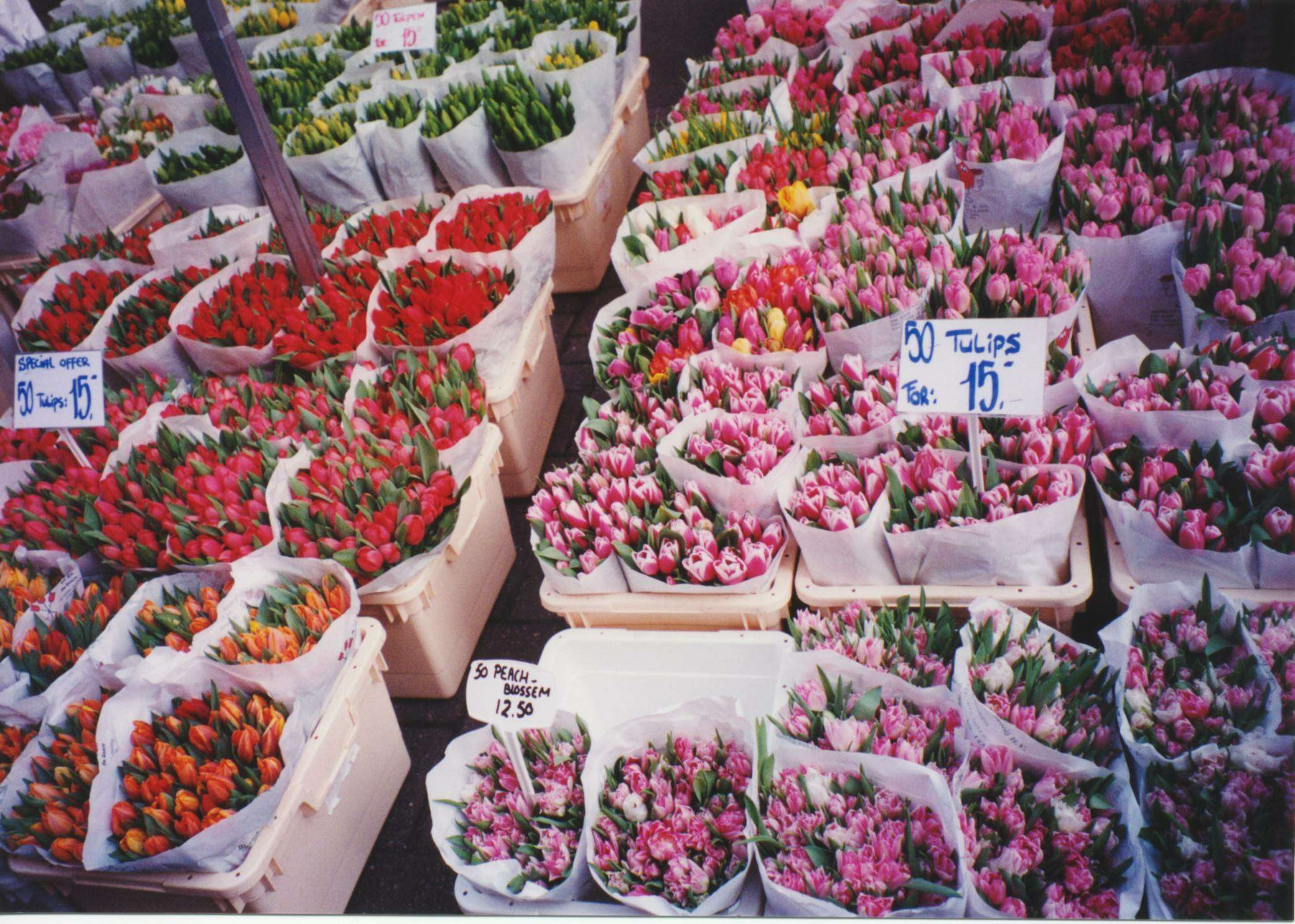
Ринок тюльпанів у Амстердамі

Цільовий ринок — ринок, який дав би для фірми основну частку від загального результату її діяльності. Цільовий ринок вибирається в результаті дослідження можливих ринків збуту тієї чи іншої продукції або послуги, що характеризується мінімальними витратами на маркетинг і забезпечення продажів. Саме цільова аудиторія визначає цільовий ринок.
Цільовий ринок визначається в результаті дослідження різних ринків збуту. Для кожного окремо взятого продукту проводяться спеціальні дослідження, результати яких і визначають цільовий ринок товару/послуги.
Важливість правильного позиціонування і точного визначення цільового ринку для ринкової пропозиції компанії безперечні: від цього залежить подальша доля товару/послуги, те, наскільки витратним буде його просування, наскільки довгим і прибутковим буде його життєвий цикл, наскільки ринок, у результаті, стане основним ринком збуту і буде приносити максимальний прибуток компанії-виробнику продукту.